# Jan Ericson (politiker)
Jan Urban Ericson, född 28 augusti 1961 i Johannebergs församling i Göteborg, är en svensk politiker (moderat). Han är ordinarie riksdagsledamot sedan år 2006, invald för Västra Götalands läns södra valkrets.

## Biografi
Ericson har tidigare bland annat arbetat som jurist vid Skandinaviska Enskilda Banken. Han har ett förflutet som fackligt engagerad i Jusek och som kommunpolitiker i Marks kommun. Han är bosatt i Ubbhult i Marks kommun.

### Riksdagsledamot
Ericson valdes till ordinarie riksdagsledamot i valet 2006. I riksdagen är han ordförande för riksdagens råd för Riksrevisionen sedan 2022 (dessförinnan ledamot i Riksrevisionens parlamentariska råd 2018–2022), ledamot i finansutskottet sedan 2018 (tidigare även 2014–2017) och ledamot i EU-nämnden sedan 2019. Han var ledamot i arbetsmarknadsutskottet 2006–2010 och 2017–2018 samt ledamot i utbildningsutskottet 2010–2014. Han är eller har varit suppleant i bland annat arbetsmarknadsutskottet, socialförsäkringsutskottet och utbildningsutskottet.
Ericson har uttalat att det inte finns något forskningsstöd gällande en pågående klimatkris. Uttalandet fick skarp kritik från bland annat Moderaternas klimatpolitiska talesperson som ansåg att förtroendet för partiets klimatpolitik skadas. Han har även uppmärksammats och kritiserats av bland annat egna partikamrater för sitt uttalande om att media som bland annat DN och SVT genom att "sluta med objektiv och trovärdig journalistik [själva] bäddade för Avpixlat (Samnytt) m.fl.". Under Covid-19-pandemin trädde Ericson fram som kritiker till användandet av vaccinpass inom Sverige.